# Caius Julius Solinus
Gaius Julius Solinus var en grammatiker i sproget latin. Han virkede formodentlig i midten af det 3. århunderde.

## „Polyhistor“
Hans hovedværk er De mirabilibus mundi („Verdens vidundere“), også kendt under titlen Collectanea rerum memorabilium („samlede erindringer“) og Polyhistor. Theodor Mommsen daterede værket til den første halvdel af det 3. århundrede. Værket indeholder overvejende sammensætning af mærkværdigheder og kuriositeter, som han hovedsagelig har hentet fra Plinius den Ældres naturhistorier og fra geografen Pomponius Melasr Verdensbeskrivelse. Ifølge Mommsen anvendte Solinus også en kronik af den romerske historiker Cornelius Bocchus og Chorographia pliniana, et uddrag af Plinius den Ældre fra Plinius fra den Hadrianske tid.
Der er sandsynligvis udgivet to udgaver, hvorved den anden udkom under titlen Polyhistor i modsætning til den første der var autoriseret af forfatteren. Værket var populært i Middelalderen.
Den tidligere udgiver Claudius Salmasius (1588-1653) fandt et fragment af et digt med navnet Pontica i det heroiske heksameter, som formodentlig også stammer fra Solinus.

## Udgivelser
- C. Ivlii Solini Polyhistor, seu rerum orbis memorabilium collectanea. Eucharius Cervicornus & Hero Fuchs, Köln 1520.
- Claude de Saumaise: Plinianæ exercitationes in Caji Julii Solini Polyhistoria – item Caji Julii Solinii Polyhistor ex Veteribus Libris emendatus. 2 Bde. Utrecht 1629. Text und Kommentar.
- Theodor Mommsen: C. Ivlii Solini collectanea rervm memorabilivm 4. Aufl., unveränd. Nachdr. der 1. Aufl., Berlin 1895. Weidmann, Zürich u. Hildesheim 1999. ISBN 3-615-15600-5
- Pontica in: Pieter Burman: Anthologia Veterum Latinorum Epigrammatum Et Poëmatum. Petrus Schouten, Amsterdam 1759-1773.

## Ekstern henvisning
- Gaius Julius Solinus Arkiveret 12. september 2011 hos  Wayback Machine – Artikel i Smith, Dictionary of Greek and Roman Biography and Mythology